# منصوران
منصوران روستایی در دهستان زیارت بخش مرکزی شهرستان شیروان استان خراسان شمالی ایران است.

## جمعیت
بر پایه سرشماری عمومی نفوس و مسکن در سال ۱۳۹۵ جمعیت این مکان ۵۶ نفر (۱۷خانوار) بوده‌است.